# Richard Rosenstatter
Richard Rosenstatter (* 18. Oktober 1985 in Oberndorf bei Salzburg) ist ein ehemaliger österreichischer Trialfahrer (Motorsport), und derzeitiger Trainer des Österreichischen Trial Nationalteams.

## Karriere
Rosenstatter wurde 2004, 2008, 2010 und 2011 österreichischer Trial Vizestaatsmeister, 2003 Juniorenstaatsmeister und startete sechsmal bei der Nationen-WM für Österreich. Er war der erste Österreicher der in der TrialWM, bei den Junioren 2006 in Darfo Boario Therme/Italien, Punkte einfahren konnte. Bekannt wurde Rosenstatter, welcher den Spitznamen „Trickyrich“ trägt, auch durch seine Trial Motorradstuntshows, wo er auf diversen Veranstaltungen wie z. B. dem „Tag des Sports“ in Wien aufgetreten ist. Nach seinem Rücktritt 2012 ist Rosenstatter weiterhin als Trainer und bei Trialshows aktiv.

## Biografie
Aufgewachsen in Nußdorf am Haunsberg im Salzburger Land, begann er mit zwölf Jahren mit dem Trialmotorrad seine ersten Runden zu drehen. Seine ersten „Sektionen“, wie die Trialpassagen genannt werden, fuhr er im Trialclub Berndorf, wo er auch seinen ersten Bewerb, das Nikolaustrial 1998 bestritt. Anschließend gab Rosenstatter durch die Förderung des damaligen Clubchefs Hans Stemeseder 2002 sein Debüt in der OSK Junioren-Staatsmeisterschaft, welche er mit dem Vizestaatsmeistertitel beendete.
2003 siegte Rosenstatter dann in jedem Lauf der Juniorenstaatsmeisterschaft und sicherte sich somit Staatsmeistertitel.
2004 bei seinem Debüt in der Königsklasse der Internationalen ÖM wurde Rosenstatter durch den Deutschen Horst Schmidt geschlagen und erreichte den Vizestaatsmeistertitel als bester Österreicher in der internationalen offenen OSK Staatsmeisterschaft.
2005 beendete ein Unfall, bei dem er sich eine Talus-Trümmerfraktur im linken Knöchel zuzog, beinahe seine Karriere, Rosenstatter erzielte in der Folge drei Vizestaatsmeistertitel (zwei Mal davon hinter dem in Deutschland aufgewachsenen Jonas Widschwendter), erreichte fünf Top-Ten-Platzierungen in der TeamWM mit dem österreichischen Nationalteam und sicherte sich als erster Österreicher Punkte in der Junioren-WM. Rosenstatter engagiert sich mittlerweile für die Förderung junger Talente im österreichischen Trialsport.
Seit 2018 ist Rosenstatter als Teamchef des Trial Nationalteams tätig und erreichte mit seiner Mannschaft bei der Team-Weltmeisterschaft 2018 im tschechischen Sokolov den 3. Platz in der International Trophy hinter Tschechien und den USA. Es war dies der erste Podestplatz für ein österreichisches Trial-Nationalteam.